# Wojtkowo (jezioro)
Wojtkowo – jezioro w północno-zachodniej Polsce, położone w gminie Radowo Małe, w powiecie łobeskim, w woj. zachodniopomorskim, na Wysoczyźnie Łobeskiej.
Powierzchnia zbiornika wynosi według różnych źródeł od 15,0 ha do 16,03 ha. Maksymalna głębokość jeziora sięga 9,0 m.
Wojtkowo w typologii rybackiej jest jeziorem linowo-szczupakowym.
Ok. 1 km na południowy wschód od jeziora leży wieś Rekowo.
W 1955 roku zmieniono urzędowo niemiecką nazwę jeziora – Woidke-See, na polską nazwę – Wodno. W 2006 roku Komisja Nazw Miejscowości i Obiektów Fizjograficznych w wykazie hydronimów przedstawiła nazwę Wojtkowo.